# 손지혜 (작가)
손지혜는 대한민국의 텔레비전 드라마 작가이다. 

## 드라마
- 2010년 ~ 2011년 KBS2 수목 특별기획 미니시리즈 《프레지던트》 ... 공동집필
- 2011년 KBS2 단막극 《KBS 드라마 스페셜 - 클럽 빌리티스의 딸들》 ... 집필
- 2012년 ~ 2013년 KBS2 TV소설 《사랑아 사랑아》 ... 공동집필
- 2016년 KBS1 저녁 일일연속극 《별난가족》 ... 공동집필
- 2025년 KBS1 저녁 일일연속극 《대운을 잡아라》 ... 집필